# Julgamento e execução de Nicolae e Elena Ceaușescu
O julgamento de Nicolae e Elena Ceaușescu foi uma sessão curta realizada em 25 de dezembro de 1989 por um Tribunal Militar Excepcional, uma corte marcial criada a pedido de um grupo recém-formado chamado Frente Nacional de Salvação, resultando na sentença de morte e execução de Nicolae Ceaușescu, ex-presidente e secretário-geral do Partido Comunista da Romênia, e sua esposa, Elena Ceaușescu.
Marcada pelas irregularidades típicas de tribunais canguru e julgamentos espetaculares, a principal acusação era de genocídio - ou seja, assassinato de "mais de 60.000 pessoas" durante a revolução em Timișoara. Outras fontes colocam o número de mortos entre 689 e 1.200. No entanto, as acusações não afetaram o julgamento, pois o veredicto já havia sido decidido antes da criação do tribunal. O general Victor Stănculescu havia convocado uma equipe especialmente selecionada de paraquedistas de um regimento de elite, escolhidos a dedo no início da manhã para atuar como esquadrão de tiro. Antes do início do processo, Stănculescu já havia escolhido o local onde a execução seria realizada - ao longo de um lado do muro na praça do quartel.
Nicolae Ceaușescu se recusou a reconhecer o tribunal, argumentando sua falta de base constitucional e alegando que as autoridades revolucionárias faziam parte de uma conspiração soviética.

## Prisão
Em 22 de dezembro de 1989, durante a Revolução Romena, Nicolae e Elena Ceaușescu deixaram o prédio do Comitê Central em Bucareste de helicóptero rumo a Snagov, de onde partiram pouco depois em direção a Piteşti. O piloto do helicóptero alegou estar em perigo de artilharia antiaérea, e aterrissou na estrada Bucareste-Târgoviște, perto de Găești. Eles pararam um carro dirigido pelo Dr. Nicolae Decă, que os levou a Văcărești. Após isso, Decă informou às autoridades locais que os Ceaușescus estavam indo em direção a Târgoviște. Os Ceaușescus pegaram outro carro e instruíram o motorista, Nicolae Petrișor, a levá-los a Târgoviște. Durante a viagem, os Ceaușescus ouviram notícias da revolução no rádio do carro (nessa altura os revolucionários haviam assumido o controle da mídia estatal), fazendo com que Ceaușescu denunciasse a revolução como um golpe de estado. Petrișor levou o casal para um centro agrícola perto de Târgoviște, onde foram trancados em um escritório e mais tarde foram presos por soldados de uma guarnição do exército local.

## Criação do tribunal
Quando as novas autoridades ouviram a notícia de sua apreensão do general Andrei Kemenici, comandante da unidade do exército, elas começaram a discutir o que fazer com o Ceaușescus. Victor Stănculescu, o último ministro da Defesa de Ceaușescu antes de passar a apoiar a revolução, queria uma execução rápida, assim como Gelu Voican Voiculescu. Ion Iliescu, presidente provisório da Romênia, apoiou a realização de um julgamento primeiro.
Na noite de 24 de dezembro, Stănculescu enviou o código secreto "recurso ao método" a Kemenici, referindo-se à execução do Ceaușescus. Um tribunal de dez membros foi formado para julgar o caso. Os membros do tribunal eram todos juízes militares.

## Acusações
As acusações foram publicadas no Monitorul Oficial no dia seguinte à execução:
- Genocídio - mais de 60.000 vítimas;
- Subversão do poder do Estado, organizando ações armadas contra o povo e o poder do Estado;
- Destruição de bens públicos, demolindo e danificando edifícios, causando explosões nas cidades, etc;
- Prejudicar a economia nacional;
- Tentando fugir do país usando fundos de mais de US$ 1 bilhão depositados em bancos estrangeiros.

## Advogado de defesa
Na manhã do julgamento, no Natal, o proeminente advogado Nicu Teodorescu estava tomando café da manhã com sua família, quando recebeu um telefonema de um assessor de Iliescu que o solicitava, pela Frente Nacional de Salvação, para ser o advogado de defesa de Ceaușescus. Ele respondeu que "seria um desafio interessante". Teodorescu conheceu o casal pela primeira vez na "sala do tribunal" de Târgoviște, quando teve dez minutos para consultar seus clientes. Com tão pouco tempo para preparar qualquer defesa, ele tentou explicar-lhes que a melhor esperança de evitar a sentença de morte era alegar insanidade. Os Ceaușescus rejeitaram a ideia; de acordo com Teodorescu, "Quando [ele] sugeriu, Elena em particular disse que era uma instalação ultrajante. Eles se sentiram profundamente insultados [...] Eles rejeitaram [sua] ajuda depois disso."

## Julgamento
O julgamento de Nicolae e Elena Ceaușescu foi muito breve, durando aproximadamente uma hora. Ceaușescu se defendeu argumentando que o tribunal era contra a Constituição da Romênia de 1965 e que apenas a Grande Assembleia Nacional tinha o poder de depô-lo. Ele argumentou que o julgamento era um golpe de estado organizado pelos soviéticos.
Nicolae e Elena Ceaușescu foram considerados culpados em todas as acusações e condenados à morte. A certa altura, seus advogados, designados à força, abandonaram a defesa de seus clientes e juntaram-se ao promotor, acusando-os de crimes capitais, em vez de defendê-los. Nenhuma prova foi fornecida pelos supostos crimes dos Ceaușescus. Eles foram julgados com base em referências, unicamente por ofensas ou boatos, a atos criminosos que haviam cometido na opinião de promotores ou como alegado em reportagens da imprensa. Várias irregularidades se apresentaram ou se tornaram aparentes após o julgamento:
- O julgamento foi realizado sem uma investigação criminal prévia.
- Os suspeitos não foram examinados psiquiatricamente, o que era obrigatório por lei.
- Os suspeitos não puderam escolher seus advogados.
- A acusação de genocídio nunca foi provada. Quatro assessores de Ceaușescu mais tarde admitiram cumplicidade em genocídio em 1990.[2] A Pro TV declarou que 860 pessoas haviam morrido após 22 de dezembro de 1989 (ou seja, quando o casal ditatorial não estava mais no comando).[17] Outra fonte indica o número de 306 pessoas mortas entre 17 e 22 de dezembro de 1989.[18]
- O tribunal não se deu ao trabalho de encontrar e provar a verdade. Nenhuma evidência foi apresentada ao tribunal.[19]
- Os Ceaușescus foram acusados de ter US$ 1 bilhão em contas bancárias estrangeiras. Nenhuma dessas contas foi encontrada.[15][16]
- Nicolae Ceaușescu negou abertamente o tribunal. Um dos advogados dos Ceaușescus afirmou, antes da execução, que, como o casal não reconheceu o tribunal, não havia como recorrer do veredicto.
- O veredicto dos juízes permitiu apelar para um tribunal superior. Os Ceaușescus foram executados alguns minutos após o veredicto, tornando essa provisão nula.[20]
- A pessoa que assinou o decreto de organização do tribunal, o líder do golpe Ion Iliescu, não tinha poder legal para fazê-lo. A ordem foi escrita à mão em um banheiro no Ministério da Defesa romeno.[21]
- A lei romena proibia a execução da sentença de morte menos de dez dias após um veredicto, para dar tempo aos advogados do réu para recorrer.[22] Após a execução de Ceaușescus, a pena de morte foi abolida na Romênia.[23]
- Os líderes do golpe disseram que a execução dos Ceaușescus era necessária para impedir que terroristas atacassem a nova ordem política. Não foi encontrado nenhum terrorista ou célula terrorista ativa na Romênia.[24] Uma visão mais recente da acusação de "crimes contra a humanidade" afirma que o novo regime orquestrou "uma psicose do terrorismo" por meio de ações diversificadas.[25]
- Inicialmente, Iliescu não desejava realizar as execuções imediatamente, e preferiu um julgamento formal a ser realizado várias semanas depois.[26] O general Victor Stănculescu insistiu na execução apressada do casal como algo imperativo para que o exército romeno apoiasse a recém-criada Frente Nacional de Salvação. Após algumas horas debatendo essa opção, Iliescu concordou com Stănculescu e assinou o decreto de organização do tribunal.

Antes da execução, Nicolae Ceaușescu declarou: "Poderíamos ter sido fuzilados sem essa farsa!"

## Execução
Logo após o julgamento, os Ceaușescus foram executados às 16h, em uma base militar nos arredores de Bucareste em 25 de dezembro de 1989. A execução foi realizada por um esquadrão de tiro composto por soldados do regimento de paraquedistas: o capitão Ionel Boeru, e os sargentos-majores Georghin Octavian e Dorin-Marian Cirlan, enquanto centenas de outras pessoas também se voluntariaram. As mãos dos Ceaușescus foram atadas por quatro soldados antes da execução. O autor de história popular Simon Sebag Montefiore afirmou que, antes que as sentenças fossem executadas, Elena Ceaușescu gritava: "Seus filhos da puta!" enquanto era conduzida para fora e alinhada contra a parede; ao mesmo tempo, Nicolae Ceaușescu cantava "A Internacional".
O esquadrão de tiro começou a atirar assim que os dois estavam em posição contra uma parede. Em 2014, o então capitão aposentado Boeru disse a um repórter do jornal The Guardian que ele acredita que os tiros que ele disparou de seu rifle foram os únicos responsáveis pela morte de ambos os Ceaușescus; dos três soldados no esquadrão de tiro, ele foi o único que se lembrou de mudar seu rifle Kalashnikov para disparar automaticamente, e pelo menos um membro do grupo hesitou em disparar por vários segundos. Em 1990, um membro da Frente Nacional de Salvação informou que 120 balas foram encontradas nos corpos do casal.
Em 1989, o primeiro ministro Petre Roman disse à televisão francesa que a execução foi realizada rapidamente devido a rumores de que lealistas ao regime salvariam o casal.

## Enterro
Após a execução, os corpos foram cobertos com lona. Os cadáveres dos Ceaușescus foram levados de avião para Bucareste e enterrados cinco dias depois no cemitério de Ghencea, em 30 de dezembro de 1989.  
Os corpos foram exumados para identificação e enterrados em 2010. Grupos de apoiadores de Ceaușescu visitam os túmulos para colocar flores no túmulo; em grande número de aposentados se reúne aqui em 26 de janeiro, aniversário de Ceaușescu.

## Liberação das imagens
O julgamento precipitado e as imagens dos Ceaușescus mortos foram gravadas em vídeo e a gravação foi divulgada em vários países ocidentais dois dias após a execução. Mais tarde naquele dia, também foi exibido na televisão romena.

## Reações
Valentin Ceaușescu, filho mais velho do Ceaușescus, argumentou em 2009 que as forças revolucionárias deveriam ter matado seus pais quando os prenderam em 22 de dezembro, pois não precisavam de julgamento. Depois de fazer comentários vagos sobre o incidente, Ion Iliescu afirmou que era "bastante vergonhoso, mas necessário". Na mesma linha, Stănculescu disse à BBC em 2009 que o julgamento "não era justo, mas era necessário", porque a alternativa seria ver Nicolae linchado nas ruas de Bucareste.
Vários países criticaram os novos governantes da Romênia após a execução devido à falta de julgamento público. Os Estados Unidos foram os críticos mais proeminentes do julgamento, afirmando: "Lamentamos que o julgamento não tenha ocorrido de forma aberta e pública".

## Consequências
Em dezembro de 2018, Iliescu, o ex-vice-primeiro-ministro Gelu Voican Voiculescu, o exichefe da Força Aérea romena Iosif Rus e o ex-membro do conselho da Frente de Salvação Nacional Emil Dumitrescu foram indiciados pelos promotores militares romenos por crimes contra a humanidade pelas mortes ocorridas durante a Revolução Romena, a maioria dos quais ocorreu depois que Ceaușescu foi derrubado. A acusação também fez referência à condenação e execução do Ceaușescus "depois da farsa de um julgamento". A investigação que levou às acusações já havia sido encerrada em 2009, mas foi reaberta em 2016 como resultado de um julgamento no Tribunal Europeu dos Direitos Humanos.

## Abolição da pena de morte
Os Ceaușescus foram os últimos a serem executados na Romênia antes da abolição da pena de morte em 7 de janeiro de 1990.